# 永定河
39°45′34″N 116°20′51″E / 39.7595488°N 116.3476286°E
永定河（穆麟德轉寫：Enteheme Toktoho bira），古称㶟水，隋代称桑干河，金代称卢沟，元代稱渾河，旧名无定河，海河流域七大水系之一，是河北系的最大河流。流域面积47,016平方千米，其中山区面积45,063平方千米，平原面积1,953平方千米。永定河全長747公里，流經內蒙古、山西、河北三省区、北京、天津两个直辖市、共43個縣市。全流域面积4.7万平方公里。
永定河上游的桑干河和洋河两大支流，在河北省怀来县朱官屯汇合，以下的河段称永定河，在延庆区汇入妫水河，经官厅水库流入官厅山峡（官厅水库至三家店区间）。从官厅至朱官屯河长30公里，官厅山峡河长108.7千米，至门头沟三家店流入平原。从三家店以下至天津的入海口，河道全长大约200公里。根据水利系统人们将永定河分为三家店至卢沟桥、卢沟桥至梁各庄、永定河泛区和永定新河四段。
永定河因为经常泛滥更改河道，得名“无定河”。康熙帝改名“永定河”。
永定河在北京南部一段因为长有大量芦苇，因此被称为“芦沟”。河上有著名石桥芦沟桥，也称永定桥。后因河水泛滥芦苇消失。
近年，因為環境因素部分流經北京的段落一度乾涸。

## 水利设施
官厅水库、珠窝水库、落坡岭水库、三家店水利枢纽。

## 桥梁
- 卢沟桥